# Cserénfa
Cserénfa es un pueblo ubicado en el distrito de Kaposvár, en el condado de Somogy, Hungría.

## Superficie
Posee una superficie de 17,75 kilómetros cuadrados.

## Demografía
Hasta 2019 la población era de 204 habitantes, con una densidad de población de 11,49 habitantes por kilómetro cuadrado.